# Satyrus telephassa
Satyrus telephassa är en fjärilsart som beskrevs av Philogène Auguste Joseph Duponchel 1832. Satyrus telephassa ingår i släktet Satyrus och familjen praktfjärilar. Inga underarter finns listade.